# ImpiLinux
ImpiLinux este o distribuție de Linux .